# Antonio Cicognara

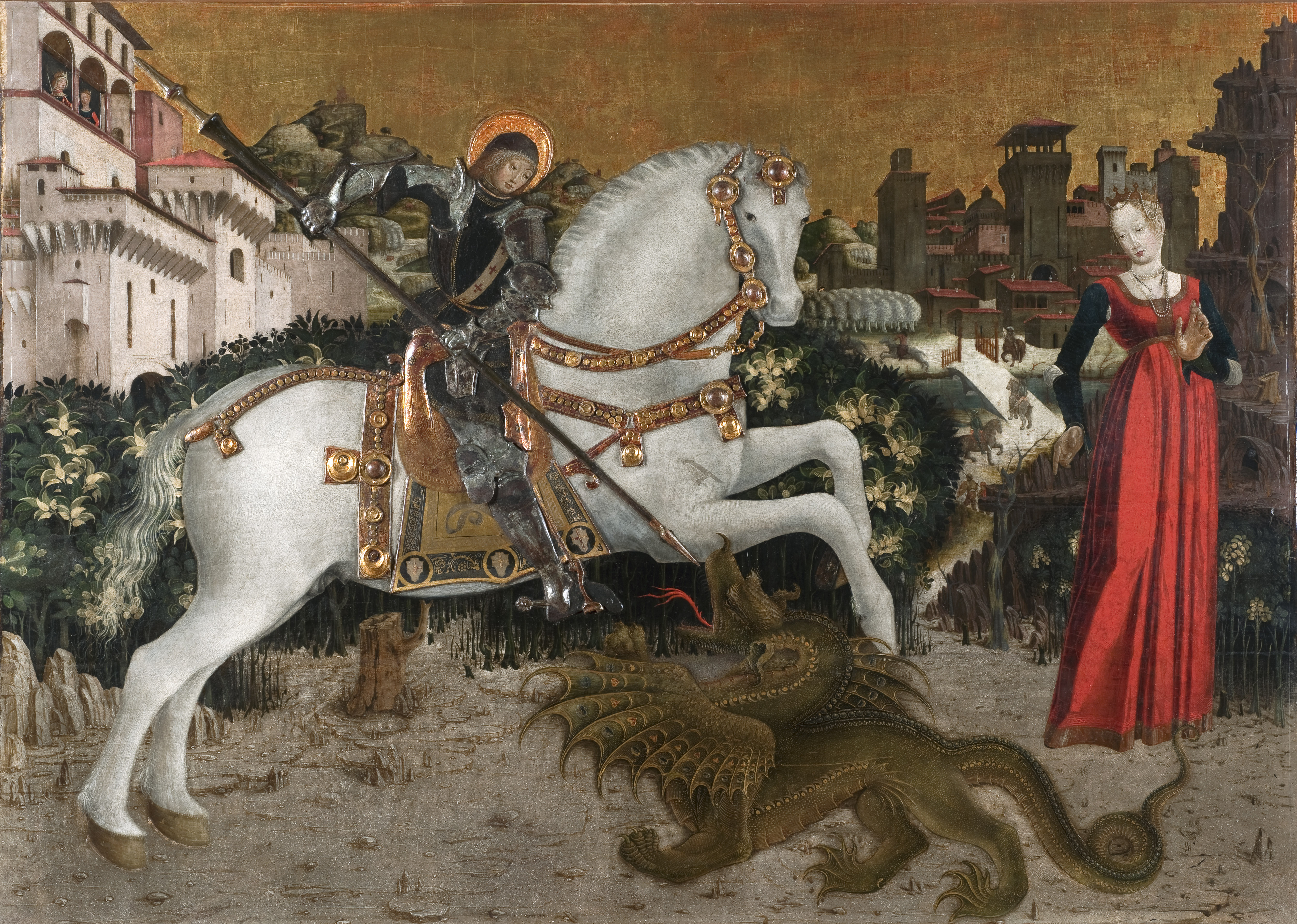
Antonio Cicognara, San Giorgio e la principessa, fine XV secolo, Brescia, Pinacoteca Tosio Martinengo.

Antonio Cicognara (Cremona, pre 1480 – Ferrara, post 1500) è stato un pittore italiano.

## Biografia
Non sono noti documenti in grado di ricostruire la biografia del pittore, del quale si hanno notizie solamente nel limitato arco di tempo tra il 1480 e il 1500. Nel 1482-83 lavora insieme a Giovanni Gadio per la stesura e la decorazione di un antifonario in due volumi e di un salterio per il Duomo di Cremona, il primo pervenutoci e il secondo perduto.
Non confermato è un suo intervento decorativo, che risalirebbe al 1460, nella Rocca dei Rossi di Roccabianca. Suoi sarebbero anche sei Trionfi nei tarocchi del Mazzo Pierpont-Morgan, oggi disperso in varie sedi. Tra il 1486-87 è ancora a Cremona per lavori nella chiesa di San Rocco e nello Spedale della Pietà, perduti.

## Stile
Le poche opere firmate e quelle attribuite sono caratterizzate da una esuberante fantasia decorativa e da una notevole preziosità cromatica. Nella tecnica esecutiva e compositiva emerge una personalità di origine lombarda, la cui arte ha subito influenze dalla scuola ferrarese e dalla tradizione miniatoria cremonese.

## Opere
- Trionfi, Mazzo Pierpont-Morgan, 1450-1455.
- Madonna con il Bambino, 1480, Ferrara, Palazzo dei Diamanti[1].
- Antifonario in due volumi (Corale IV e V), 1482-83, Cremona, Duomo.
- Madonna del latte tra sant'Agnese e santa Caterina d'Alessandria, 1490, (già Milano, collezione Cologna[1]), Ferrara, collezione Cavallini Sgarbi.
- Mistica figura di Cristo, fine XV secolo, Londra, National Gallery[4].
- San Giorgio e la principessa, fine XV secolo, Brescia, Pinacoteca Tosio Martinengo.
- Santa Caterina d'Alessandria adorata da una monaca (recto), Santo francescano (?) (verso), 1500 circa Bergamo, Accademia Carrara.
- Adorazione del Bambino e due santi, Cremona, Pinacoteca Ala Ponzone[5].